# Crooswijk freestyle
Crooswijk freestyle is een lied van de Nederlandse rapper Ronnie Flex in samenwerking met de Turks-Nederlandse rapper Murda. Het werd in 2021 als single uitgebracht.

## Achtergrond
Crooswijk freestyle is geschreven door Ronell Plasschaert, Joey Moehamadsaleh en Mehmet Önder Dogan en geproduceerd door Jordan Wayne. Het is een nummer dat past in de genres nederhop en trap. Het nummer is een ode aan de wijk in Rotterdam waar beide artiesten zijn opgegroeid; Crooswijk. Het is niet de eerste keer dat de twee artiesten met elkaar samenwerken. Dit deden zij eerder al op Niet zo en Dichterbij me.

## Hitnoteringen
De artiesten hadden bescheiden succes met het lied in Nederland. Het stond op de 72e plaats van de Single Top 100 in de enige week dat het in deze hitlijst te vinden was. De Top 40 en haar Tipparade werden niet bereikt.